# Tony Saytor
Tony Saytor est un réalisateur français.

## Filmographie

### Comme réalisateur
Longs métrages
- 1957 : Filous et Compagnie
- 1959 : Casque blanc coréalisé avec Pedro Balañá (sous le nom de Pedro B. Bonvehi)
- 1959 : Ça n'arrive qu'aux vivants
- 1963 : La Bande à Bobo
- 1966 : L'Île d'Apollon (documentaire)

Courts métrages
- 1954 : La Rampe miniature de Tony Saytor

### Comme assistant-réalisateur
- 1947 : Une mort sans importance de Yvan Noé
- 1951 : Le Bagnard de Willy Rozier
- 1951 : Bouquet de joie de Maurice Cam
- 1952 : Son dernier Noël de Jacques Daniel-Norman
- 1955 : Le Crâneur de Dimitri Kirsanoff
- 1956 : Plus de whisky pour Callaghan de Willy Rozier
- 1956 : L'Homme et l'Enfant de Raoul André
- 1981 : Les Amours de Julie de Gilbert Roussel